# حديقة حيوان دبي

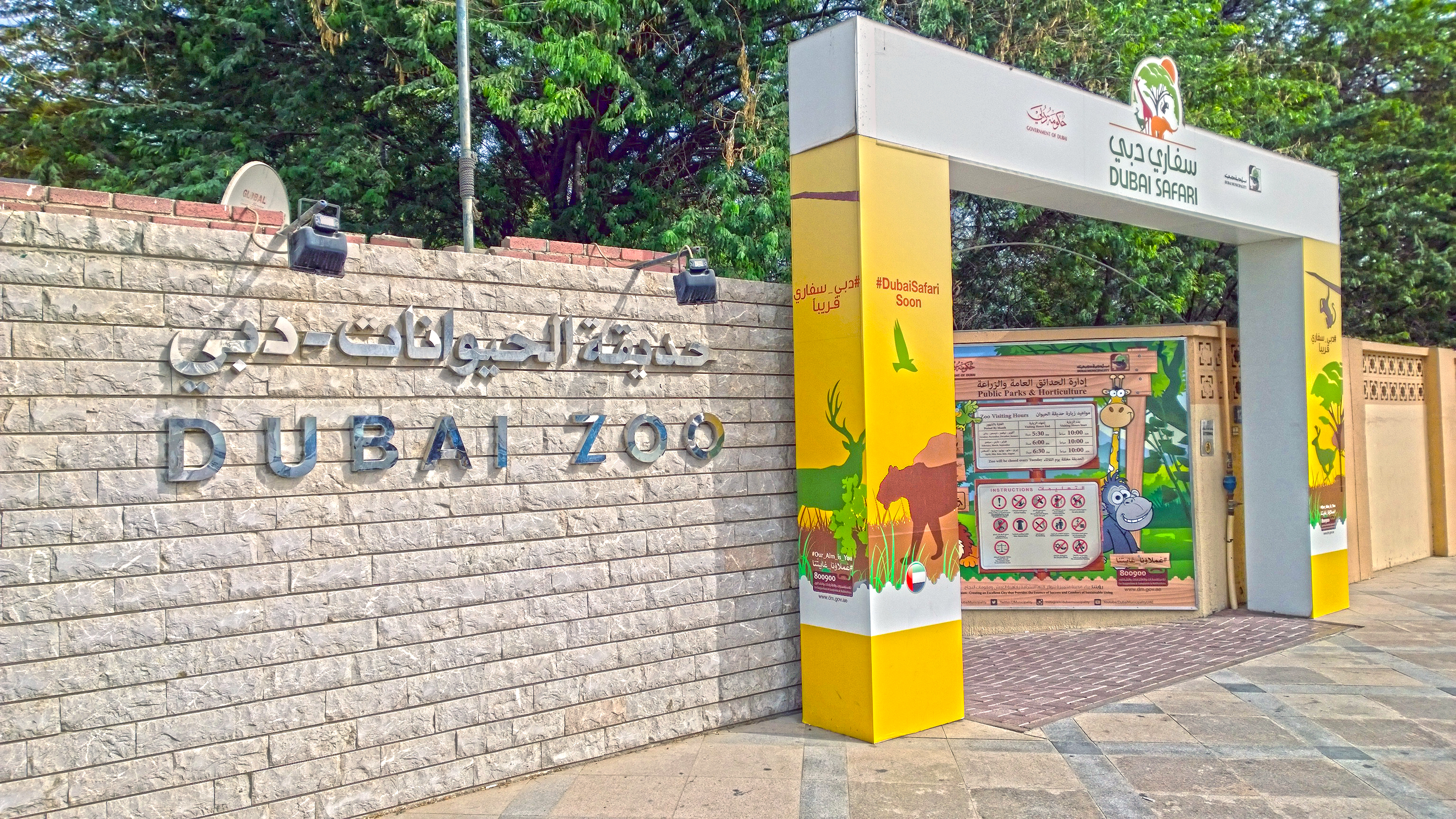
حديقة حيوان دبي.

حديقة حيوان دبي هي حديقة للحيوانات توجد في مدينة دبي في الإمارات العربية المتحدة. بنيت الحديقة في البداية عام 1967 من قبل أحد سكان دبي عندما سمح صاحب السمو الشيخ راشد بن سعيد آل مكتوم حاكم دبي السابق وكان المهندس الأمريكي أوتو جيه بولارت من سكان دبي وقد قام ببناء حديقة حيوان على مساحة هكتارين في حي جميرا. تعتبر الحديقة أقدم حديقة حيوانات في شبه الجزيرة العربية.
في عام 1971 تولت بلدية دبي إدارة حديقة حيوان دبي. خلال العامين الأولين من وجودها، كانت حديقة حيوان دبي تضم عددًا قليلاً من الحيوانات مثل القطط الكبيرة والقرود والحيوانات ذوات الحوافر. كان هناك أيضًا حوض أسماك صغير به بعض الأسماك والزواحف. من مايو 1986 إلى مايو 1989، أعيد تصميم جزء من حديقة الحيوان وإعادة بنائه. من يونيو 1989 إلى الوقت الحاضر كان هناك إعادة تصميم وتجديد مستمر. حديقة حيوان دبي هي أول حديقة حيوان عربية تربي الشمبانزي النادر والقط البري العربي أو غوردون.
تم إغلاق حديقة الحيوان منذ نوفمبر 2017 وتم نقل جميع الحيوانات إلى حديقة سفاري دبي الجديدة. لم تعد تعيش في أقفاص ولديها موطن مفتوح مع مساحة أكبر بكثير للتحرك.

## معرض الصور

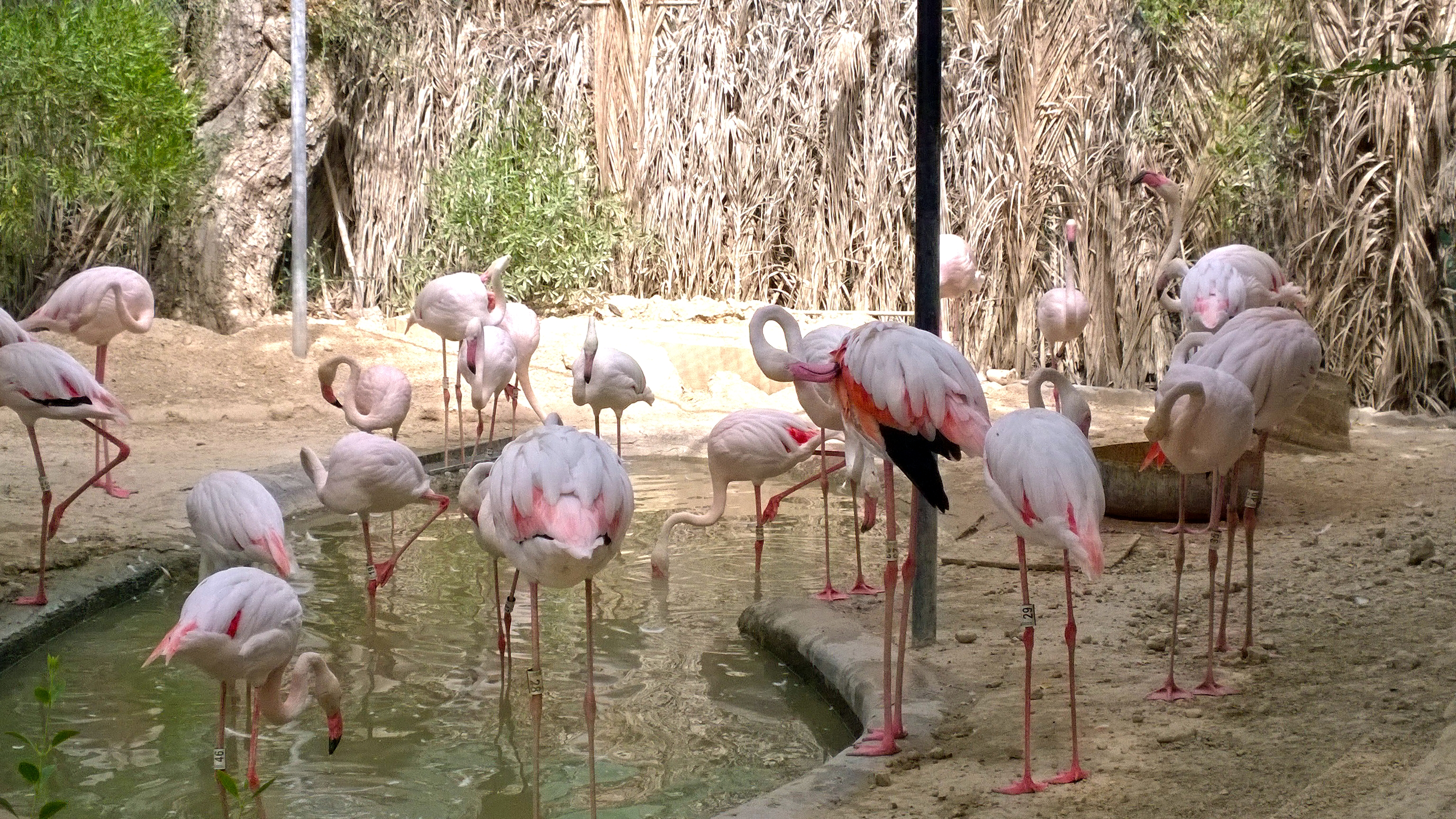
طيور النحام
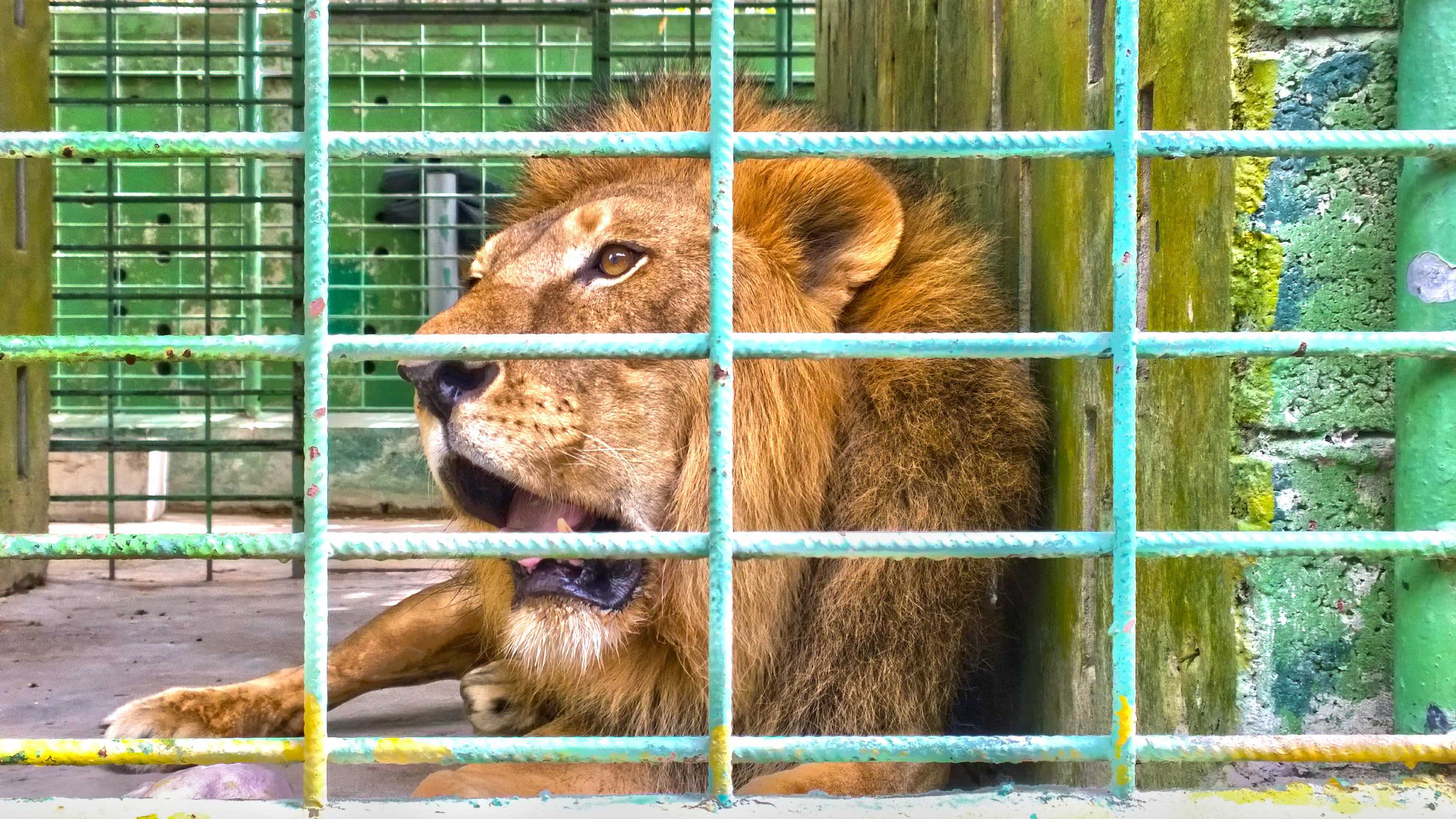
أسد
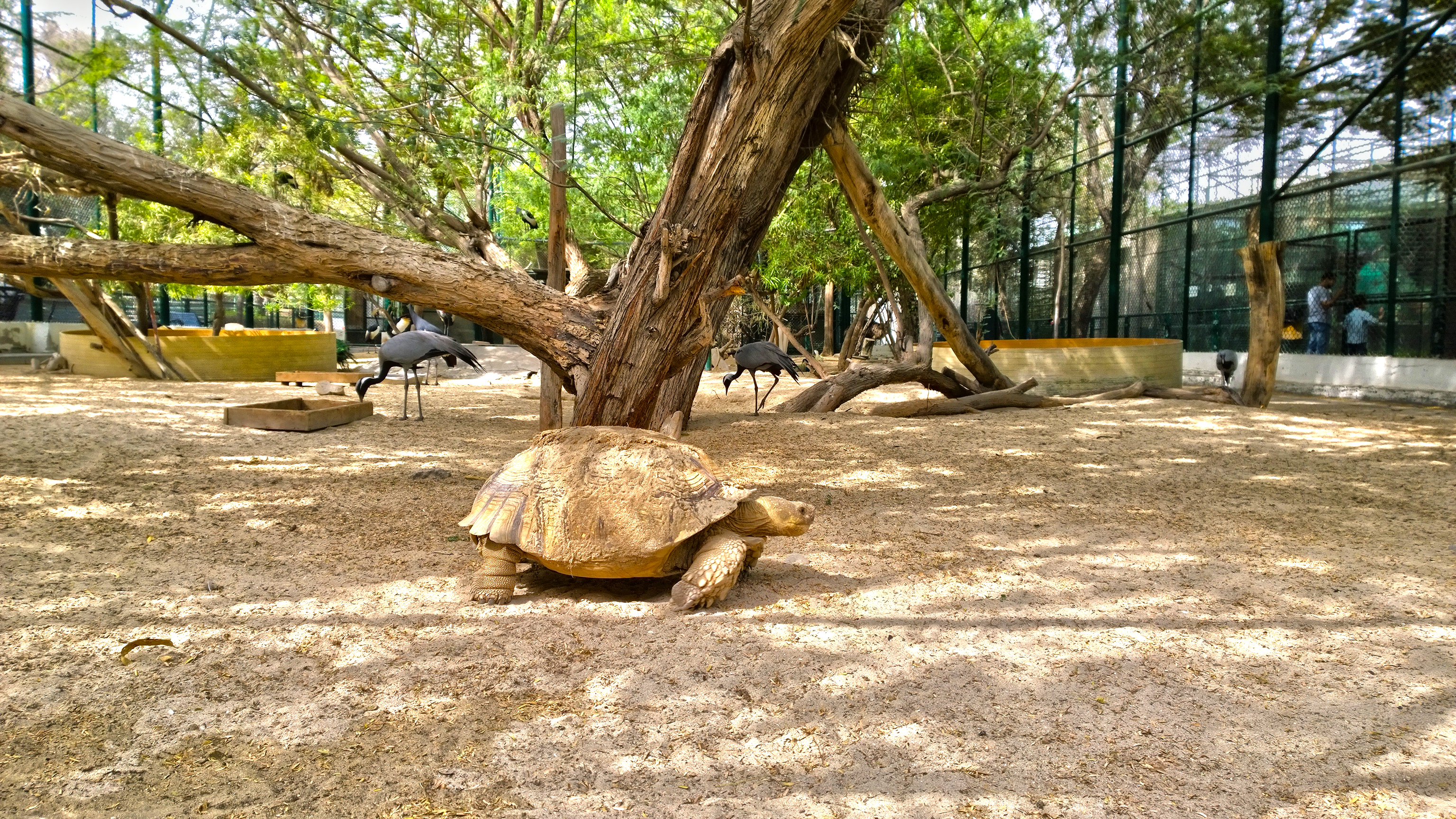
سلحفاة
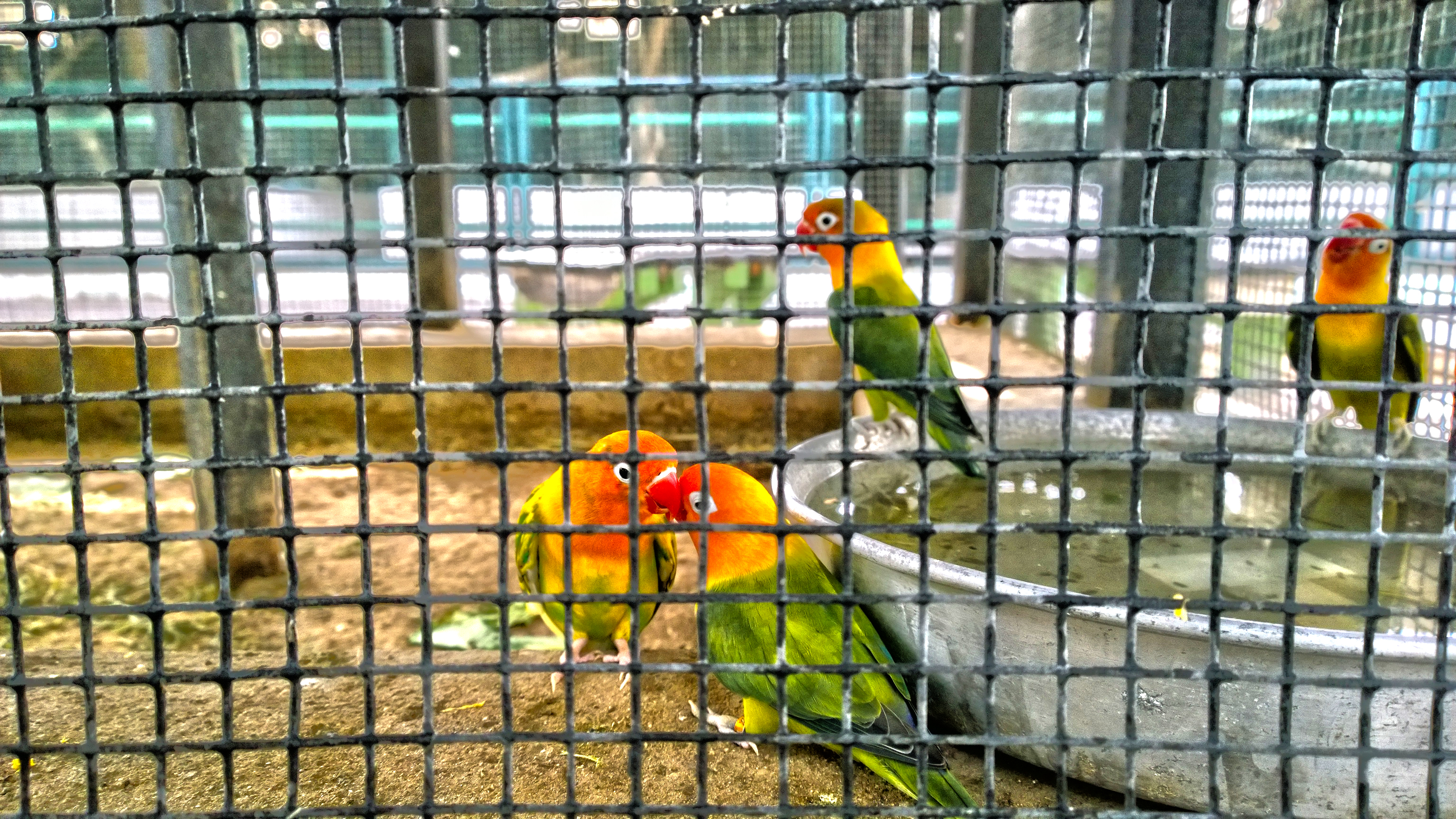
ببغاوات
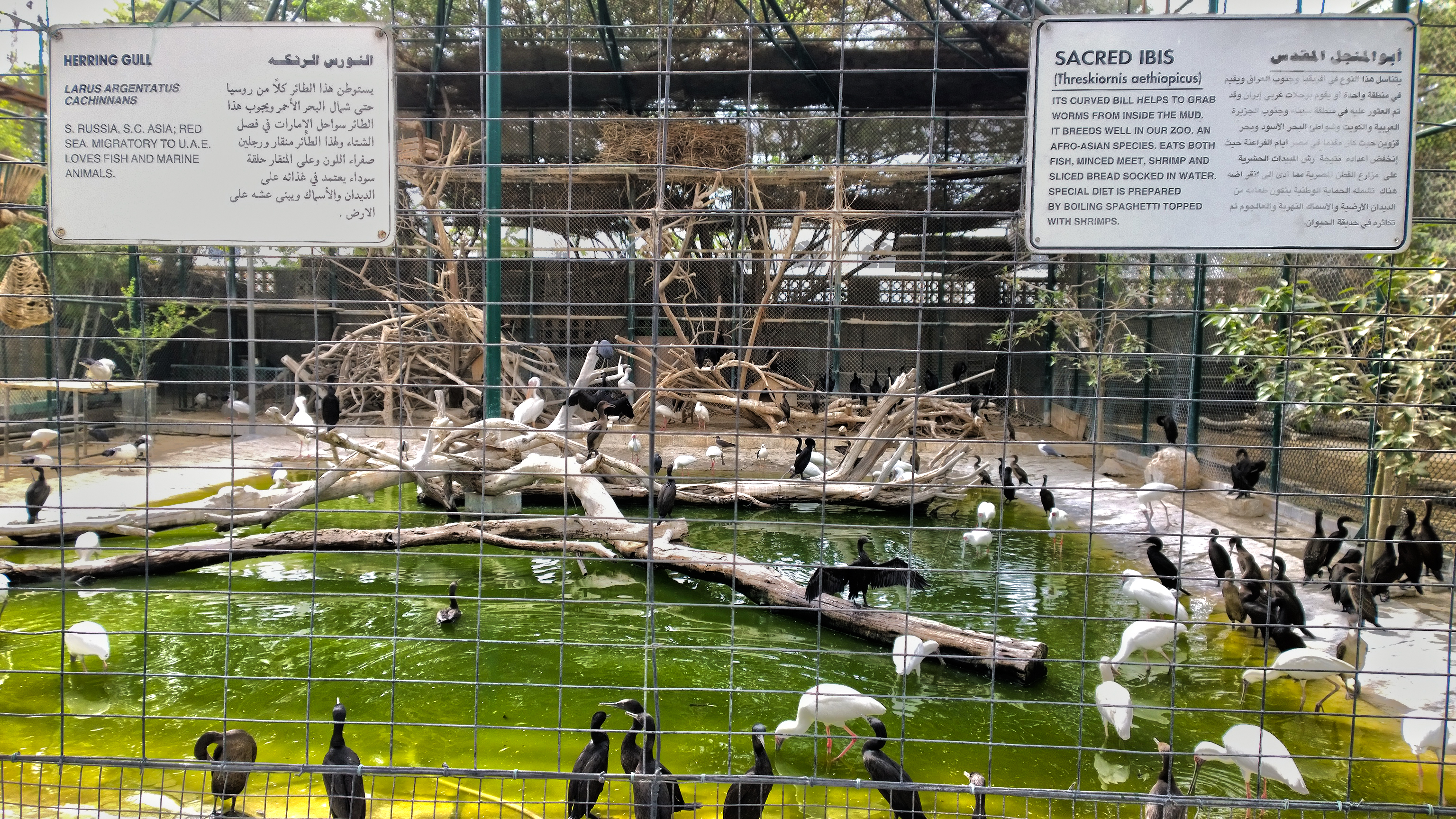
نورس الرنكة وابو منجل المقدس
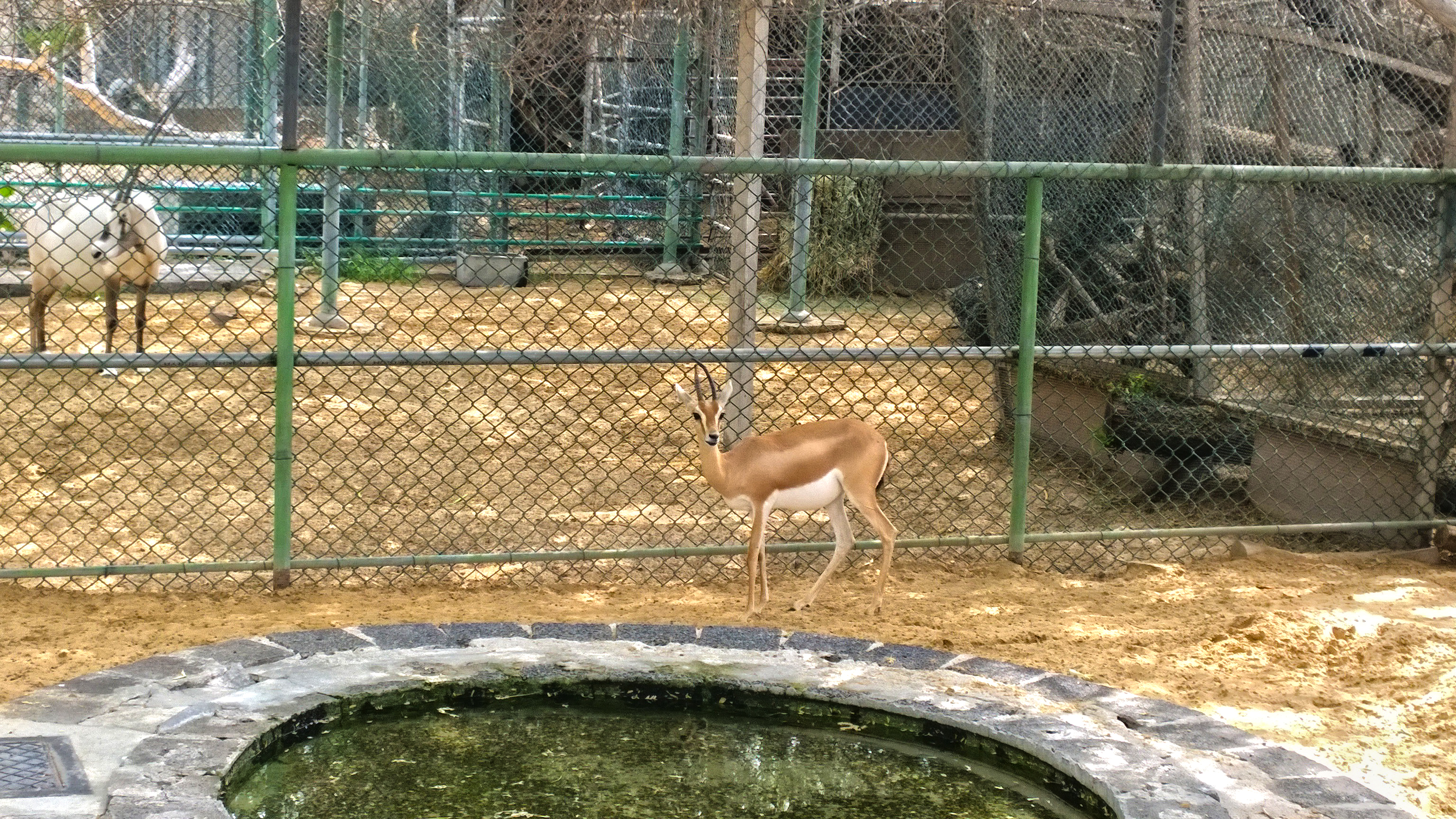
غزال
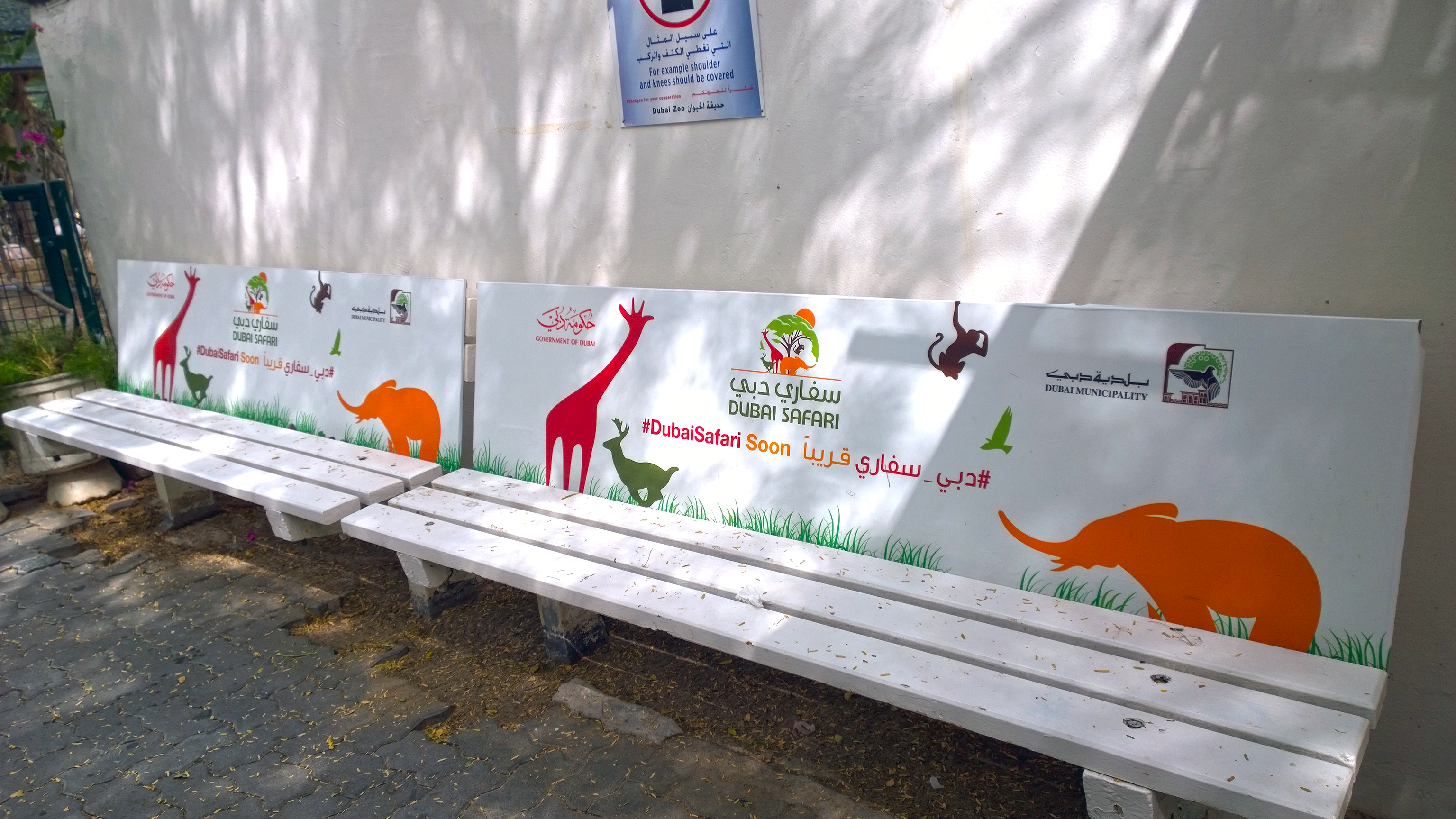
مقاعد